# Rudayan
Rudayan è una suddivisione dell'India, classificata come nagar panchayat, di 7.130 abitanti, situata nel distretto di Budaun, nello stato federato dell'Uttar Pradesh.